# ステファン・アンティガ
ステファン・アンティガ（Stéphane Antiga, 1976年2月3日 - ）は、フランスの元男子バレーボール選手、指導者。元フランス代表。

## 来歴
シュレンヌ出身。テニス選手から転向し18歳でバレーボールを始める。1994年、フランスリーグのパリUCへ入団。のちにパリ・バレーとなったこのクラブで2003年までプレーし、7度のリーグ優勝と欧州チャンピオンズリーグ優勝を経験した。イタリア・セリエAのクーネオを経て、その後移籍したスペインリーグ、ポーランドリーグのクラブにおいてもリーグ優勝に貢献した。
1998年、フランス代表に選出。200cmの大型選手でありながら器用にレセプションをこなす能力と、高い攻撃力、ブロック力を誇り、ナショナルチームのキャプテンを務めるなど中心選手として活躍し、2002年世界選手権で銅メダルを獲得、2003年欧州選手権では準優勝に貢献した。アテネオリンピック世界最終予選を経て、2004年アテネオリンピックにも出場した。2009年欧州選手権では準優勝に貢献するとともにベストレシーバー賞を受賞した。

## 球歴
ナショナルチーム代表歴
- オリンピック - 2004年（9位）
- 世界選手権 - 2002年（銅メダル）、2006年（6位）
- ワールドカップ - 2003年（5位）
- ワールドリーグ - 2006年（準優勝）
- 欧州選手権 - 2003年、2009年（準優勝）

クラブチーム優勝歴
- フランスリーグ - 1996年、1997年、1998年、2000年、2001年、2002年、2003年
- スペインリーグ - 2006年、2007年
- ポーランドリーグ - 2008年、2009年、2010年、2011年、2014年
- 欧州チャンピオンズリーグ - 2001年

## 所属クラブ
- パリUC （1994-2000年）
- パリ・バレー （2000-2003年）
- ピエモンテ・バレー （2003-2004年）
- SAパルマ・デ・マヨルカ　（2004-2007年）
- スクラ・ベウハトゥフ （2007-2011年）
- へミク・ブィドゴシュチュ （2011-2013年）
- スクラ・ベウハトゥフ （2013-2014年）

## 指導歴
- ポーランド男子代表 （2014-2016年）
- カナダ男子代表（2017-2018年）
- ONICO Warszawa（2017-2019年）
- KSディヴェロプレス・ジェシュフ（2019-2024年）
- サヴィーノ・デルベーネ・スカンディッチ（2024年-）